# Xiphocentron erato
Xiphocentron erato är en nattsländeart som beskrevs av Schmid 1982. Xiphocentron erato ingår i släktet Xiphocentron och familjen Xiphocentronidae. Inga underarter finns listade i Catalogue of Life.